# 合奏:歌い手とテオルボを弾く人
『合奏：歌い手とテオルボを弾く人』（がっそう：うたいてとテオルボをひくひと、仏: Le Concert: duo entre une chanteuse et une joueuse de luth théorbé、英: The Concert: Duet between a Singer and a Theorbo Lute Player）は、17世紀オランダ絵画黄金時代の画家ヘラルト・テル・ボルフが1657年ごろにキャンバス上に油彩で制作した風俗画である。椅子の上に判然としない「G.T.B.」という画家の署名が記されている。作品はフランス革命中の1793年に接収され、1794年以来、パリのルーヴル美術館に所蔵されている。

## 作品

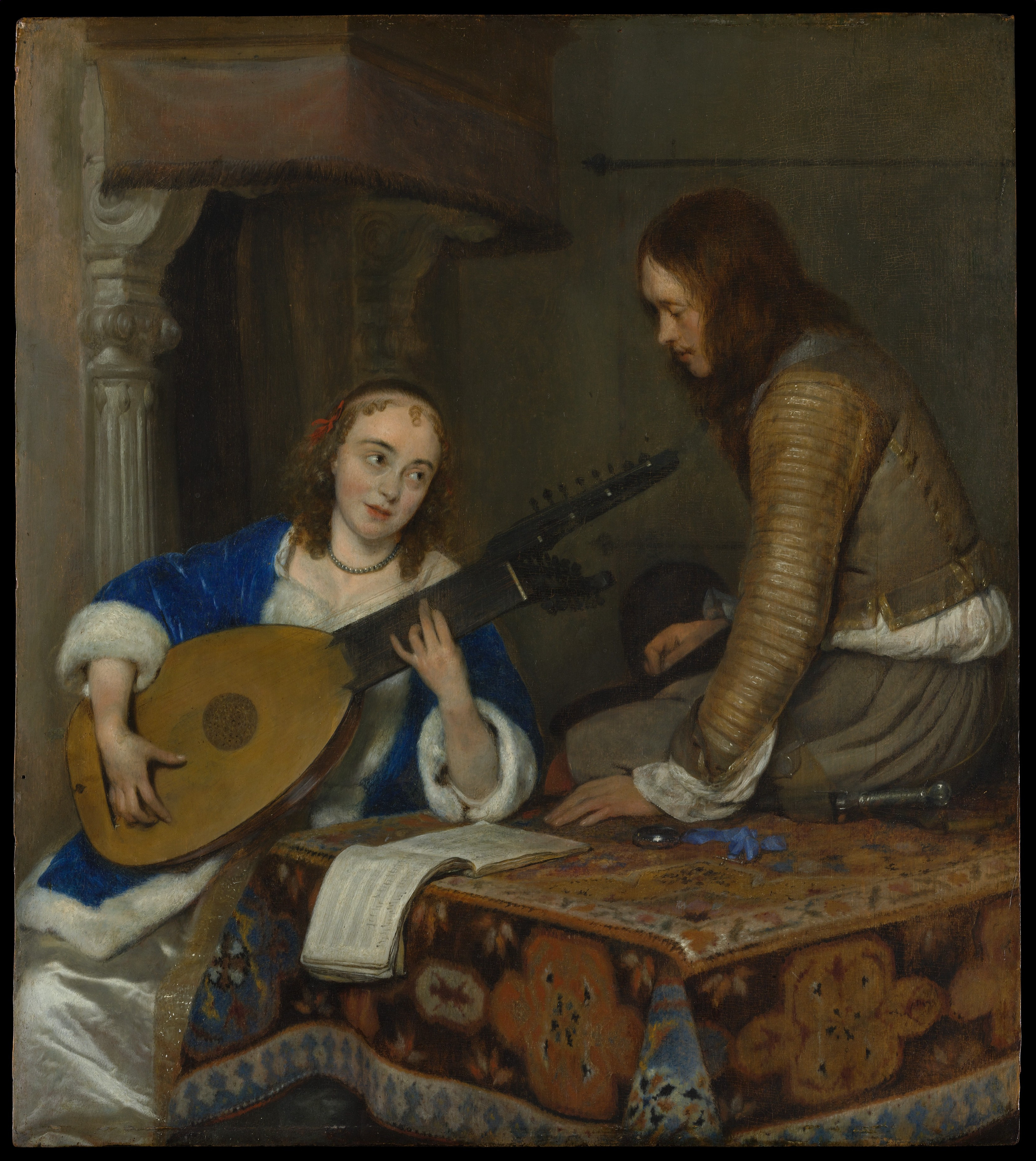
テル・ボルフ『テオルボ・リュートを弾く女性と騎士』 (1558年ごろ)、メトロポリタン美術館、ニューヨーク

テル・ボルフは最初、衛兵詰め所の主題を専門的に描いたが、後に小品の全身肖像画から日常生活の場面までさまざまな画題を扱った。彼は、とりわけ優美なブルジョワ的、貴族的な場面を描く風俗画の第一人者となった。それらの絵画は上品な室内に少数の人物を表したものであり、そこにはたいてい優雅な衣装を纏った女性1人が含まれている。画家が中でも好んだ主題は、室内で合奏を楽しむ男女である。
この小型の絵画は、2人の女性が内輪の演奏会、またはそのための練習を行っている場面を描いたものである。画面真ん中に位置し、鑑賞者の目を引く赤い椅子に座っている若い歌い手が中心となっている。左手の楽譜に集中しつつ、右手を上げている彼女は、今まさに歌い出そうとしているところなのであろう。左側にいるテオルボを奏でるパートナーは、豪華な東洋風の布が掛かったテーブルの後に立っている。彼女の視線もまた、テーブルに広げられた楽譜に注がれている。右側から上品な給仕がビールのグラスを運ぼうと歌い手に近づいているが、女性たちは気づいていない。給仕は銀の盆を両手で注意深く持って足を前に踏み出した瞬間、鑑賞者の視線に気づいて足を止めたかのように見える。
なお、音楽演奏の主題には通常、象徴的および道徳的意味合いが潜んでいる。合奏や合唱は結婚生活の調和の比喩で、音楽と幸福な結婚との関連性は宗教的な小冊子や寓意図像集に頻繁に記述されていた。音楽的調和を表現したこの絵画は、2人の女性の仲むつまじい関係を仄めかしているという見方もある。